# Henryk Hanasiewicz
Henryk Hanasiewicz (ur. 27 sierpnia 1865 w Baligrodzie, zm. 5 maja 1923 w Rzeszowie) – adwokat, filantrop.

## Życiorys
Urodził się 27 sierpnia 1865 w Baligrodzie w rodzinie Jana i jego żony Jadwigi z domu Bilikiewcz. Po ukończeniu gimnazjum w Rzeszowie studiował prawo na Uniwersytecie Franciszkańskim we Lwowie. W 1902 został doktorem praw i zamieszkał w Rzeszowie.
Prowadził praktykę adwokacką oraz szeroką działalność społeczną. Ciężką i wytrwałą pracą dorobił się dużego majątku. Nie posiadał własnych dzieci dlatego też cały swój majątek przeznaczył na cele dobroczynne w mieście.
W swoim testamencie zawarł prośbę o powołanie pięciu fundacji:
- przytułek (szpitalik) pod wezwanie Dzieciątka Jezus dla dzieci pochodzących z Rzeszowa i Baligrodu,
- Park Młodzieży Polskiej dla kształcącej się chrześcijańskiej młodzieży polskiej w m. Rzeszowie (obecnie jednostka wojskowa ul. Langiewicza),
- Ogródek Dzieci Maryi (obecnie przychodnia przy ul. Hoffmanowej),
- Gmach dla celów polskich, niosący sztandar wiedzy i poezji (obecnie ogród jordanowski przy ul. Dąbrowskiego),
- Dom dla inwalidów wojennych z Rzeszowa i Baligrodu (obecnie zabudowa mieszkaniowa przy ul. Dąbrowskiego).

Oprócz tego przekazał na rzecz miasta papiery wartościowe, wkłady bankowe i znaczną ilość gotówki. Zmarł 5 maja 1923 i pochowany został na Starym Cmentarzu w Rzeszowie obok swojej matki.

## Upamiętnienie
- W 1935 Rada miasta Rzeszowa dla uczczenia pamięci swego dobroczyńcy jedną z ulic miasta nazwała imieniem Henryka Hanasiewicza,
- Od 1 stycznia 2015 Placówka Opiekuńczo-Wychowawcza w Rzeszowie nosi imię dr. Henryka Hanasiewicza[1].